# Willem Veldhuijzen
Willem Frederik Veldhuijzen (Baarn, 24 augustus 1814 - Amsterdam, 31 juli 1873) was een Nederlands schilder en kopiist. Hij huwde in 1846 te Amsterdam.
Onderwerpen van zijn werk waren genrevoorstellingen (Boeren binnenhuis aan de Eemsche Dijk), portretten (Een mans Portret), figuurvoorstellingen en interieurs. Als kopiist schilderde hij werk van Jan Steen.